# Rebeca Moreno
Rebeca Moreno (San Salvador, 17 giugno 1986) è una modella salvadoregna, incoronata Nuestra Belleza El Salvador Universo 2008. Ha in seguito rappresentato lo stato di El Salvador a Miss Universo 2008, dove, pur non riuscendo a piazzarsi nella rosa delle quindici finaliste, è riuscita ad ottenere la corona di Miss Congeniality. È membro attivo dell'organizzazione internazionale CISV affiliata all'UNESCO.